# 개국공신
개국공신(開國功臣)은 나라를 건국할 때 많은 공을 세운 신하에게 내리는 칭호이다.